# Before the Dawn (film 1909)
Before the Dawn è un cortometraggio muto del 1909. Il nome del regista non viene riportato nei credit del film.

## Trama
Clure, per mantenere le apparenze, nasconde la sua rovinosa situazione finanziaria alla famiglia. Così, quando l'uomo muore per un attacco cardiaco, la vedova si rende conto che lui l'ha lasciata priva dei mezzi per vivere. Hale, un fedele impiegato, cerca di darle sostegno e lei gli chiede di nascondere la verità a sua figlia Emma. La ragazza, che ha un ricco corteggiatore, passa ignara da un ballo all'altro, continuando la sua vita di società. La madre, invece, si arrabatta per tenere a bada i creditori, senza sapere che Hale contribuisce col proprio denaro ad aiutarla. Quando lo scopre, vende i mobili di casa e si trasferisce in un appartamentino modesto sotto i tetti. Finalmente Emma si accorge della loro vera situazione e decide di appoggiare la madre, mentre il suo fidanzato si defila accampando delle vaghe scuse, dimostrando così il suo vero carattere. Hale, che ha sempre amato Emma, timido e confuso, si dichiara alla ragazza che non ha dubbi: cosa può volere di più se non un uomo che ha fatto per lei tanti sacrifici e che l'ama solo per sé stessa?

## Produzione
Il film fu prodotto dalla Lubin Manufacturing Company.

## Distribuzione
Distribuito dalla Lubin Manufacturing Company, il film - un cortometraggio della lunghezza di 189 metri - uscì nelle sale cinematografiche statunitensi il 23 agosto 1909. Nelle proiezioni, veniva programmato con il sistema dello split reel, accorpato in un'unica bobina con un altro cortometraggio prodotto dalla Lubin, la commedia Wifey Away, Hubby at Play.